# Sint-Henricuskerk (Zilverberg)

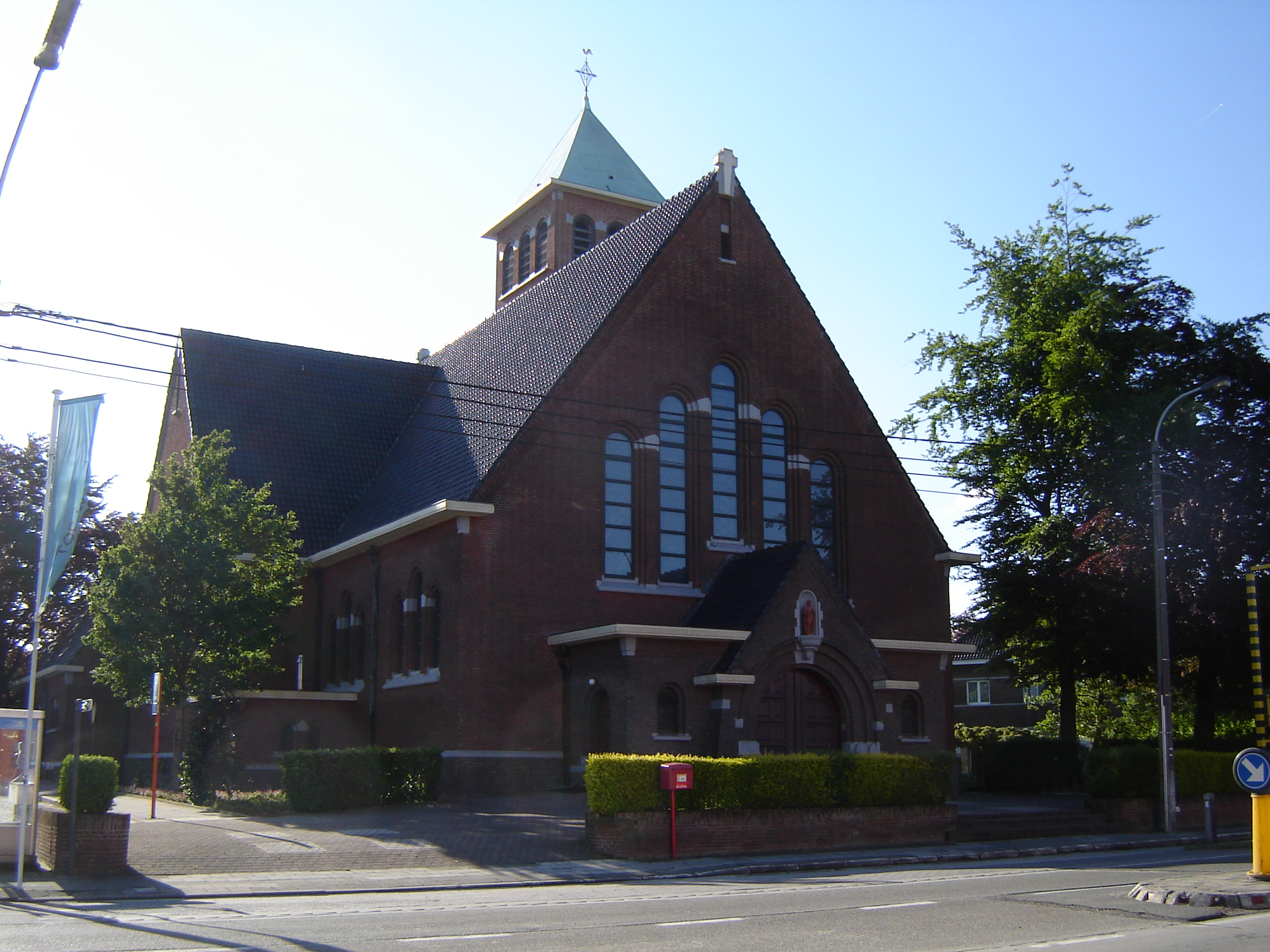
Sint-Henricuskerk

De Sint-Henricuskerk is de parochiekerk van het tot de West-Vlaamse gemeente Roeselare (deelgemeente Rumbeke) behorende dorp Zilverberg, gelegen aan de Meensesteenweg.

## Geschiedenis
In 1935 werd Zilverberg een zelfstandige parochie, die delen omvatte van de parochie van Rumbeke en de Heilig Hartparochie van Roeselare. In 1936 begon de bouw van een kerkgebouw naar ontwerp van Jan Callant. In 1939 werd de kerk ingewijd.
Tijdens de Tweede Wereldoorlog liep de kerk aanzienlijke schade op, en in 1944 werd het gebouw weer hersteld.

## Gebouw
Het betreft een neoromaanse kruisvormige kerk in rode baksteen met hardstenen sierelementen. Het ingangsportaal bevindt zich in het oosten, en het koor heeft een driezijdige sluiting. Tussen de noordelijke kruisbeuk en de sacristie bevindt zich een vierkante toren, gedekt door een tentdak.
Het orgel is van 1959 en werd gebouwd door de firma Loncke.